# Red Bull RB3
La Red Bull RB3 è la monoposto utilizzata dalla scuderia Red Bull Racing durante la stagione 2007.
Disegnata da Adrian Newey, i piloti sono lo scozzese David Coulthard e l'australiano Mark Webber, trasferitosi dalla Williams F1 dopo la deludente stagione 2006 (solo 7 punti e ben 11 ritiri su 18 gare). La RB3 è la prima Red Bull a utilizzare il motore Renault, dopo aver montato nella stagione 2006 i propulsori Ferrari e nel 2005 il V10 Cosworth, oltreché la prima a correre con licenza sportiva austriaca.

## Presentazione
La vettura fu presentata al Circuito di Catalogna il 26 gennaio e subito destò una grande somiglianza con le McLaren degli anni precedenti, come la MP4-20 del 2005 o la MP4-21 del 2006. Infatti queste due McLaren furono entrambe disegnate dallo stesso Adrian Newey.

## Specifiche tecniche
La RB3 era nata con gli specchietti in posizione esterna. Al secondo Gran Premio, però, Coulthard richiese di spostarli più vicino all'abitacolo. La Brembo ha realizzato per il team anglo-austriaco le pinze dei freni messe in posizione coricate. 
A Barcellona sono arrivate delle nuove ciminiere integrate con i flap laterali, è anche stato introdotto un nuovo alettone anteriore con i flap rialzati. Per evitare l'uso di profili flessibili, la federazione ha introdotto nell'alettone posteriore o 2 supporti rigidi distanti 250 mm dagli schermi laterali, oppure 3 supporti: 2 ai lati delle paratie e uno centrale. La Red Bull ha optato per la seconda scelta. Al Gran Premio d'Ungheria è stato utilizzato un nuovo cofano motore, con forme più rotonde e in Turchia venne introdotto il nuovo alettone anteriore con flap a ponte, in stile McLaren. Al Gran Premio del Giappone la Red Bull ha introdotto, insieme alla "cugina" Toro Rosso, una pinna triangolare, di scuola Toyota,nella zona del cambio, per migliorare l'efficienza del profilo inferiore dell'alettone posteriore e del canale centrale del diffusore.

## La stagione
La stagione si rivelerà un po' al di sotto delle aspettative, infatti solo Mark Webber riuscì a salire sul podio (terzo al Gran Premio d'Europa). L'australiano sarebbe potuto salire sul podio ancora in Giappone, sennonché Lewis Hamilton durante regime di Safety Car, causa pioggia, con delle manovre definite anti-sportive provocò la collisione fra il pilota della Toro Rosso Sebastian Vettel e lo stesso Webber. Nel campionato costruttori la Red Bull si piazzerà al quinto posto con 24 punti. In quello piloti David Coulthard si piazzerà decimo con 14 punti, Webber sarà dietro lo scozzese di 4 punti, in dodicesima posizione.

## Piloti
| Piloti ufficiali       | Piloti ufficiali    | Piloti ufficiali |    |
| Nazione                | Nome                | Numero           |    |
| ---------------------- | ------------------- | ---------------- | -- |
| Regno Unito (bandiera) | David Coulthard     | 14               |    |
| Australia (bandiera)   | Mark Webber         | 15               |    |
| Piloti di riserva      |                     |                  |    |
| Nazione                | Nome                | Numero           |    |
| Paesi Bassi (bandiera) | Robert Doornbos     | 37               | 37 |
| Germania (bandiera)    | Michael Ammermüller |                  |    |

## Risultati in Formula 1
| Anno | Team            | Motore  | Gomme | Piloti    |     |     |     |     |     |     |     |    |     |   |    |     |     |     |     |    |     | Punti | Pos. |
| ---- | --------------- | ------- | ----- | --------- | --- | --- | --- | --- | --- | --- | --- | -- | --- | - | -- | --- | --- | --- | --- | -- | --- | ----- | ---- |
| 2007 | Red Bull Racing | Renault | B     | Coulthard | Rit | Rit | Rit | 5   | 14  | Rit | Rit | 13 | 11  | 5 | 11 | 10  | Rit | Rit | 4   | 8  | 9   | 24    | 5º   |
| 2007 | Red Bull Racing | Renault | B     | Webber    | 13  | 10  | Rit | Rit | Rit | 9   | 7   | 12 | Rit | 3 | 9  | Rit | 9   | 7   | Rit | 10 | Rit | 24    | 5º   |

| Legenda | 1º posto     | 2º posto | 3º posto    | A punti         | Senza punti/Non class.  | Grassetto – Pole position Corsivo – Giro più veloce |
| Legenda | Squalificato | Ritirato | Non partito | Non qualificato | Solo prove/Terzo pilota | Grassetto – Pole position Corsivo – Giro più veloce |